# Erin Popovich
Erin Popovich (Little Rock (Arkansas), 29 juni 1985) is een Amerikaans voormalig Paralympisch zwemmer. Tijdens haar zwemcarrière nam zij drie keer deel aan de Paralympische Spelen en won daarbij 19 medailles, waarvan 14 gouden.

## Persoonlijk
Popovich is geboren met Achondroplasie (dwerggroei), een genetisch defect dat de groei van haar ledematen beperkte.
Toen zij vijf jaar oud was, verhuisden haar ouders, een arts en een leraar, naar Butte, Montana. Zij droeg beugels om haar rug en benen recht te houden en onderging ongeveer twaalf operaties om de effecten te corrigeren van de dwerggroei.
Popovich was vanaf een jonge leeftijd geïnteresseerd in sport. Zij deed onder meer aan paardrijden, voetbal en basketbal. Toen zij twaalf jaar was werd zij lid van een zwemclub en floreerde. Popovich was vijftien toen zij voor de eerste keer deel nam aan de Paralymische Spelen in Sydney in 2000.
Popovich studeerde aan de Universiteit van Colorado en behaalde daar een graad in "health and exercise science". Sinds zij stopte met zwemmen is zij in dienst van het Amerikaanse Olympisch Comité. Eerst als "classificatie coördinator" en na verschillende andere posities sinds 2015 als manager van het Amerikaanse nationale para-cycling team.

## Zwemcarrière

### Paralympische Spelen
Erin Popovich nam drie keer deel aan de Spelen. Zij behaalde drie gouden en drie zilveren medailles tijdens de Spelen in 2000, in Sydney. Tijdens de Spelen in Athene won zij gouden medailles in elk van de zeven races - waaronder twee teamwedstrijden - waaraan zij deelnam. In Beijing, in 2008, voegde zij vier gouden en twee zilveren medailles toe aan haar totaal.
Popovich kondigde na de IPC Swimming World Championships in 2010 aan dat zij zou stoppen met wedstrijdzwemmen.
Overzicht Paralympische medailles
| Evenement    | Resultaat | Onderdeel |
| ------------ | --------- | --- |
| Sydney 2000  | Goud      | 100 meter schoolslag SB5, 50 meter vlinderslag SB6, 100 meter vrije slag |
| Sydney 2000  | Zilver    | 50 meter vrijslag S6, 200 meter wisselslag SM6, 4 x 50 meter vrije slag team |
| Athene 2004  | Goud      | 50 meter vrije slag S7, 100 meter vrije slag S7, 50 meter vlinderslag S7, 100 meter schoolslag SB7, 200 meter wisselslag SM7, 4 x 100 meter vrije slag team, 4 100 meter wisselslag team |
| Beijing 2008 | Goud      | 200 meter wisselslag SM7, 100 meter vrije slag S7, 100 meter schoolslag SB7, 400 meter vrije slag S7                                                                                     |
| Beijing 2008 | Zilver    | 50 meter vlinderslag S7, 50 meter vrije slag S7 |

### Onderscheidingen
Popovich won de eerste ESPY Award in 2005, als winnaar in de categorie "Beste vrouwelijke atleet met een handicap". De Women's Sports Foundation benoemde haar in dat jaar tot Sportvrouw van het Jaar. In 2009 won zij de ESPY Award voor de tweede keer.